# Lissoclinum multifidum
Lissoclinum multifidum är en sjöpungsart som först beskrevs av Sluiter 1909.  Lissoclinum multifidum ingår i släktet Lissoclinum och familjen Didemnidae. Inga underarter finns listade i Catalogue of Life.